# Billy-Berclau
Billy-Berclau là một xã trong vùng Hauts-de-France, thuộc tỉnh Pas-de-Calais, quận quận de Béthune, tổng Canton de Douvrin. Tọa độ địa lý của xã là 50° 31' vĩ độ bắc, 02° 52' kinh độ đông. Billy-Berclau nằm trên độ cao trung bình là 24 mét trên mực nước biển, có điểm thấp nhất là 17 mét và điểm cao nhất là 27 mét. Xã có diện tích 7,41 km², dân số vào thời điểm 1999 là 4259 người; mật độ dân số là 575 người/km².

## Thông tin nhân khẩu
| 1962  | 1968  | 1975  | 1982  | 1990  | 1999  |
| ----- | ----- | ----- | ----- | ----- | ----- |
| 2.963 | 2.979 | 3.164 | 3.579 | 4.149 | 4.259 |

## Các thành phố kết nghĩa
- Weilrod, Đức